# Euchalinus pulchripes
Euchalinus pulchripes là một loài tò vò trong họ Ichneumonidae.